# ルオウ・カン

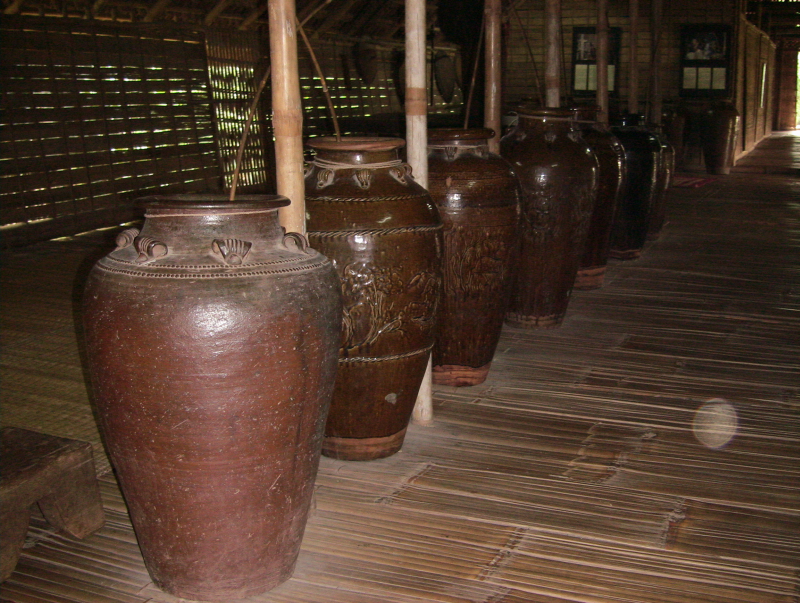
壺に入ったルオウ・カン（中部高原の少数民族の住居にて）

ルオウ・カン（ズオウカンとも、ベトナム語: Rượu cần／𨢇𥬊）は、ベトナムのライスワイン。ベトナム語でルオウ（ズオウ rượu）は酒、カン（cần）は管を意味する。
主にエデ族やムノン族、コホ族など、ダクラク省やラムドン省など中部高原の山岳部に居住する少数民族の間で作られている。コホ族はタノン（tanon）、エデ族はクピーチェ（k'pie cheh）とも呼ぶ。
東南アジア一帯にひろく分布する壺酒の一種である。

## 製法
原料には白いもち米を使い、黒米や赤米は基本的には使用しない。バンメトート周辺では、キャッサバや白い雑穀など安価な原料を米の代替品として加えるが、全体の半分以上は米にしないとルオウ・カンの味が悪くなる。米は固く炊き上げてから冷まし、米に対して4 - 5%の量のメン（餅麹）を数回に分けて散布する。なお、香りづけや着色のために米飯を意図的に焦がす場合もある。メンは糖化のための小型のものと、アルコール発酵のための大型のものを、5:1 - 14:1の比率で散布する。
メンを撒いた米飯を入れる容器は、コホ族はバナナの葉を敷いた籐製の籠を、ムノン族は壺を用いる。コホ族は蒸し煮した籾殻を容器の底に5 - 6cmの厚さに敷き、米飯を載せる。ムノン族の場合は、最初の炊飯時に米の半量ほどの籾殻を混ぜておき、容器の底に2cmほど籾殻を敷いて米飯を載せ、さらにその上に3 - 5cmほど籾殻を被せる。容器に紙で蓋をし、室温（15 - 22°C）で1晩から1日かけて糖化を進行させる。この間、籾殻は糖化液を保持する役割を果たす。
甘酒のような匂いが生じたら糖化が十分に行われたと判断し、容器の中身を発酵用の小さな壺に移す。内容物の中央に穴を掘り、籾殻を壺一杯に詰めてバナナの葉などで蓋をし、数日間発酵を進める。籾殻の上にムノン族は団子を、エデ族はグアバの葉を、それぞれ載せてルオウ・カンに甘味や苦味を加えることもある。さらに木灰を口部に塗布して密封し、１ヶ月ほど熟成させる。民族によっては、庭に1年以上埋めて長期熟成させるケースもある。

## 飲み方

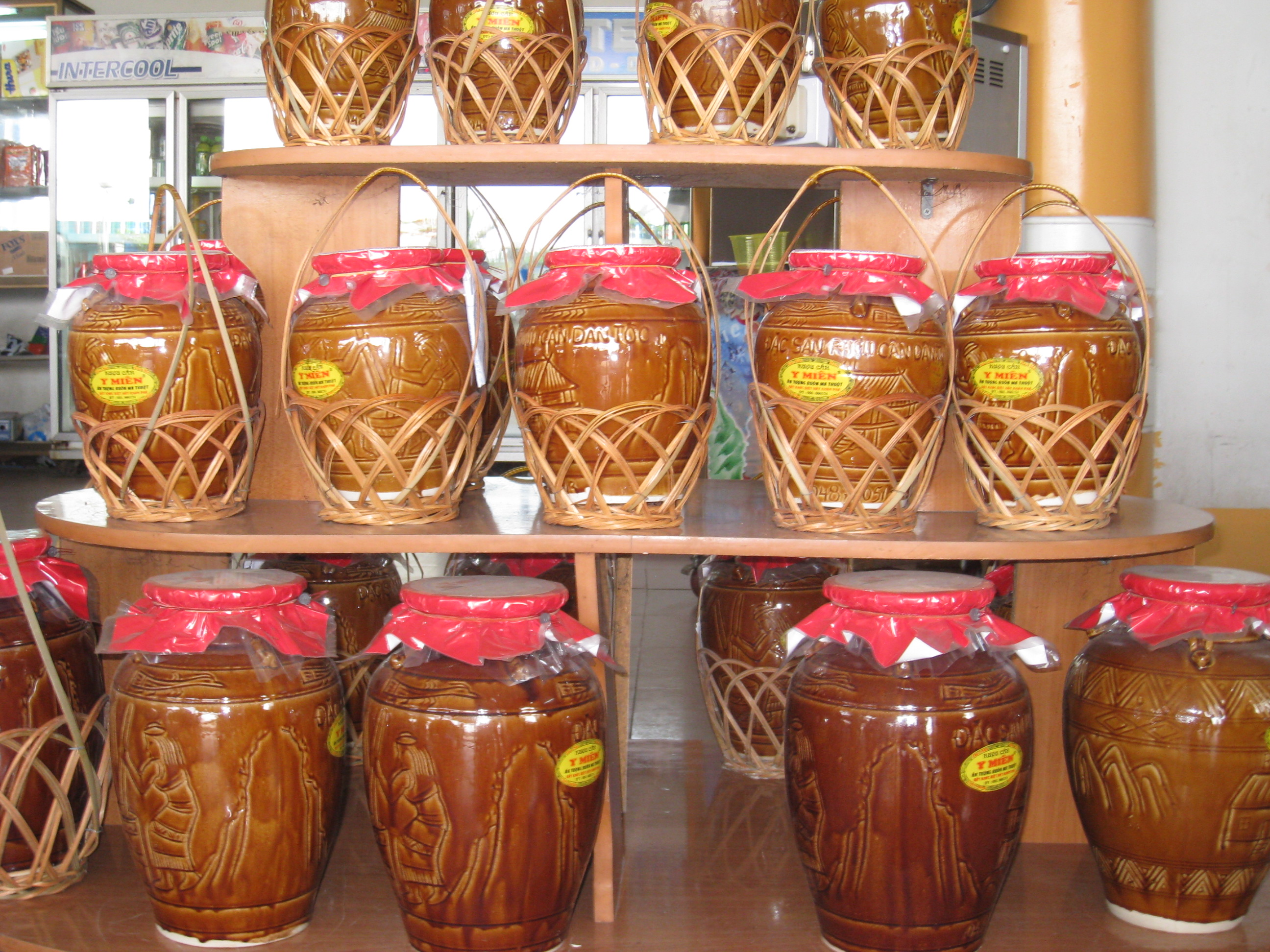
ブンタウで、土器に入れて販売されるルオウ・カン

発酵が完了したルオウ・カンを飲む際には、蓋を開けて上部の籾殻を除去し、水を注いで米粒に浸透するまで30分ほど待つ。主人が試飲して状態を確認した後、客などに勧めて飲み始める。吸管酒として壺に差した竹管から直接飲んでも良いが、正客に勧める場合はサイフォンの原理で竹製のコップに移し、家の柱と同じ数である4杯を飲むよう求める。主として男性が飲むが、作り手である女性にも注いで勧めるのが礼儀とされる。壺の中身が少なくなったら水を足して飲み続け、翌日には残さない。客は帰る前に改めて1杯飲み、礼を述べる。